# El Diablo - Tren de la Mina
El Diablo - Tren de la Mina sont des montagnes russes de type train de la mine situées au parc PortAventura Park, à Salou, en Espagne. Elles ont ouvert le 1er mai 1995, en même temps que le parc.

## Description
Le train traverse une ancienne mine d'argent, dans laquelle un groupe de mineurs a disparu. Le parcours croise celui de deux autres attractions, le Silver River Flume et le Ferrocarril Tour.

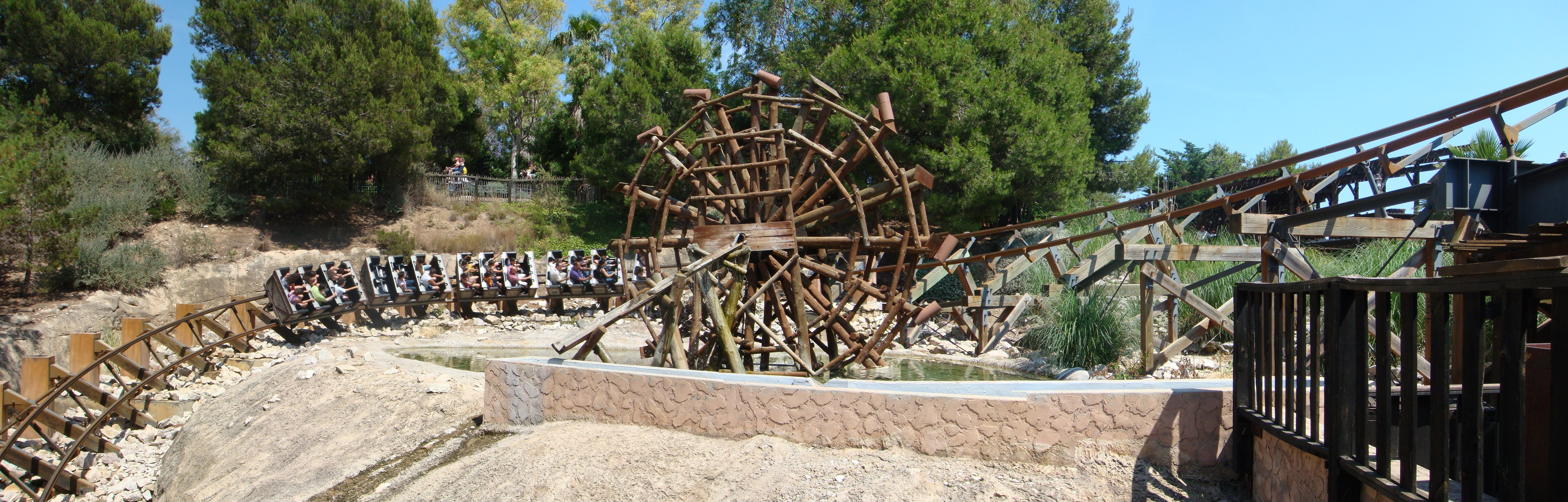
Le dernier virage.

## Trains
L'attraction a 5 trains de 6 wagons. Les passagers sont placés à deux sur trois rangs. Le premier wagon, la locomotive, n'a que deux rangs, donc il y a 34 passagers par train.